# 芳岡統
芳岡 統（よしおか おさむ、1968年（昭和43年）12月7日 - ）は日本の政治家。光市長（1期目）。

## 経歴
山口県光市出身。光市立島田小学校、山口大学教育学部附属光中学校、山口県立光高等学校、大分大学工学部を卒業し、同大学院工学研究科を修了。新日鐵化学に勤務した後、光市役所に入る。市役所内では秘書係長、商工観光課長や議会事務局次長、教育、経済部長を務めた。
2024年4月に芳岡は10月の市長選挙に立候補することを表明、光市長市川熙の後継者に指名された。10月の市長選挙では芳岡は自民、公明、連合山口の推薦を受け、JR光駅のバリアフリー化の早期実現や、学校給食の無料化などを訴え、元市議会議長、元市議会副議長の新人2人を破り、初当選を果たした。